# Lingue del Messico
Il Messico ha una significativa diversità linguistica. In aggiunta allo spagnolo, sono riconosciute come lingue nazionali le lingue indigene parlate su tutto il territorio nazionale..

## Legislazione
Lo spagnolo è la lingua ufficiale del paese de facto ma non de iure, non essendoci nella Costituzione un tale riconoscimento.
Nel 2003 il Congresso dell'Unione ha approvato la Legge dei diritti linguistici dei popoli indigeni, in base alla quale le lingue indigene hanno la stessa valenza dello spagnolo.
In base a tale legge è possibile utilizzare la propria lingua per comunicare con la pubblica amministrazione messicana ed i documenti possono essere emessi in tali lingue.
A partire dal 2005 l'inno nazionale è stato tradotto in alcune lingue indigene.. la Costituzione è stata tradotta in alcune lingue indigene.
La preservazione e lo sviluppo dell'uso delle lingue nazionali è attuato attraverso le attività dell'Istituto nazionale per le lingue indigene (INALI).
Il Messico ha circa sei milioni di cittadini che parlano una lingua indigena. È il secondo maggior gruppo nelle Americhe dopo il Perù. Tuttavia, una percentuale relativamente piccola della popolazione messicana parla una lingua indigena, se paragonata ad altri paesi delle Americhe, quali Bolivia (62,2%), Guatemala (41%), Perù (32%), ed anche Panama (10%), Nicaragua(8,6%), Honduras(7%), Ecuador (6,8%)
L'unica lingua indigena parlata da più di un milione di persone in Messico è il Nahuatl, che è una delle lingue native americane con un gran numero di parlanti nativi, insieme con il Quechua, l'Aymara ed il Guaraní ed alcune delle lingue maya

## Storia

### Lo Spagnolo e la sua evoluzione in Messico

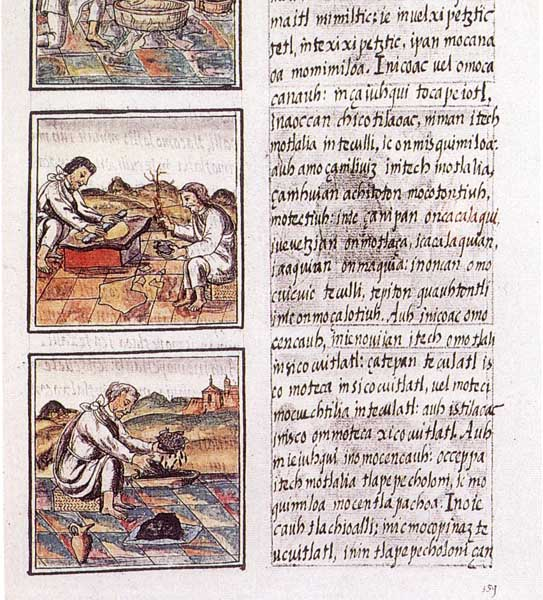
Una pagina del Codice fiorentino

Il lento processo di sostituzione delle lingue indigene del Messico con lo spagnolo inizia con i conquistadores nel primo decennio del XVI secolo. Con la penetrazione spagnola nel territorio messicano, la lingua spagnola ottenne una presenza sempre maggiore negli ambiti più importanti della vita.
Nel 1570 Filippo II di Spagna decretò che il Nahuatl fosse la lingua ufficiale delle colonie della Nuova Spagna, per facilitare la comunicazione tra i messicani ed i nativi delle colonie, incoraggiandone l'uso come lingua franca. Tuttavia, nel 1696 Carlo II di Spagna invertì questa politica e vietò l'uso di qualsiasi lingua diversa dallo spagnolo in tutte le zone messicane dell'Impero d'oltremare di Spagna.
Per tutto il XIX secolo e per la maggior parte del XX, la politica dominante relativamente alla lingua nazionale era quella di colonizzare linguisticamente i parlanti lingue indigene. Senza dubbio, con la diffusione dell'istruzione pubblica dopo la rivoluzione, la percentuale di parlanti lo spagnolo iniziò a crescere.
Nel 1992 il quarto articolo della Costituzione fu emendato per rinforzare la pluriculturalità della nazione, obbligando lo Stato a proteggere e sviluppare tale diversità. Nel 2003 venne emanata la Legge dei diritti linguistici dei popoli indigeni, che stabilisce un contesto per la conservazione, la protezione e lo sviluppo delle lingue indigene.

## Classificazione delle lingue indigene
Lo studio delle lingue indigene cominciò con l'arrivo degli spagnoli nel territorio che oggi occupa il Messico. Nel XIX secolo le lingue indigene furono oggetto di una classificazione simile a quella realizzata per le lingue indoeuropee, compito che fu intrapreso dall'intellettuale messicano Manuel Orozco y Berra. Le lingue del Messico appartengono ad otto famiglie linguistiche (comprese alcune lingue non classificate ed altre isolate), delle quali le maggiori, sia per numero di parlanti che per numero di lingue, sono le lingue uto-azteche, le lingue maya e le lingue oto-mangue.
| Classificazione delle lingue indigene del Messico | | | |                                         |                                                     |
| Famiglia | Gruppo | Gruppo | Gruppo | Lingua                                  | Territorio                                          |
| Lingue uto-azteche Si tratta della famiglia di lingue amerinde più diffusa sul territorio messicano e la più parlata. | Uto-azteche meridionali | Tepimano | Tepimano | Pápago                                  | Sonora                                              |
| Lingue uto-azteche Si tratta della famiglia di lingue amerinde più diffusa sul territorio messicano e la più parlata. | Uto-azteche meridionali | Tepimano | Tepimano | Pima bajo                               | Sonora, Chihuahua                                   |
| Lingue uto-azteche Si tratta della famiglia di lingue amerinde più diffusa sul territorio messicano e la più parlata. | Uto-azteche meridionali | Tepimano | Tepimano | Tepehuán                                | Chihuahua, Durango                                  |
| Lingue uto-azteche Si tratta della famiglia di lingue amerinde più diffusa sul territorio messicano e la più parlata. | Uto-azteche meridionali | Tepimano | Tepimano | Tepecano (†)                            | Jalisco                                             |
| Lingue uto-azteche Si tratta della famiglia di lingue amerinde più diffusa sul territorio messicano e la più parlata. | Uto-azteche meridionali | Taracahita | Tarahumarano | Tarahumara                              | Chihuahua                                           |
| Lingue uto-azteche Si tratta della famiglia di lingue amerinde più diffusa sul territorio messicano e la più parlata. | Uto-azteche meridionali | Taracahita | Tarahumarano | Guarijío                                | Sierra Madre Occidentale                            |
| Lingue uto-azteche Si tratta della famiglia di lingue amerinde più diffusa sul territorio messicano e la più parlata. | Uto-azteche meridionali | Taracahita | Cahita | Yaqui                                   | Sonora                                              |
| Lingue uto-azteche Si tratta della famiglia di lingue amerinde più diffusa sul territorio messicano e la più parlata. | Uto-azteche meridionali | Taracahita | Cahita | Mayo                                    | Sonora y Sinaloa                                    |
| Lingue uto-azteche Si tratta della famiglia di lingue amerinde più diffusa sul territorio messicano e la più parlata. | Uto-azteche meridionali | Taracahita | Ópata | Ópata (†)                               | Sonora                                              |
| Lingue uto-azteche Si tratta della famiglia di lingue amerinde più diffusa sul territorio messicano e la più parlata. | Uto-azteche meridionali | Taracahita | Ópata | Eudeve (†)                              | Sonora                                              |
| Lingue uto-azteche Si tratta della famiglia di lingue amerinde più diffusa sul territorio messicano e la più parlata. | Uto-azteche meridionali | Taracahita | Ópata | Tubar (†)                               | Sonora                                              |
| Lingue uto-azteche Si tratta della famiglia di lingue amerinde più diffusa sul territorio messicano e la più parlata. | Uto-azteche meridionali | Corachol-aztecano | Corachol | Cora                                    | Nayarit                                             |
| Lingue uto-azteche Si tratta della famiglia di lingue amerinde più diffusa sul territorio messicano e la più parlata. | Uto-azteche meridionali | Corachol-aztecano | Corachol | Huichol                                 | Nayarit                                             |
| Lingue uto-azteche Si tratta della famiglia di lingue amerinde più diffusa sul territorio messicano e la più parlata. | Uto-azteche meridionali | Corachol-aztecano | Náhuatl | Pochuteco (†)                           | Oaxaca                                              |
| Lingue uto-azteche Si tratta della famiglia di lingue amerinde più diffusa sul territorio messicano e la più parlata. | Uto-azteche meridionali | Corachol-aztecano | Náhuatl | Náhuatl                                 | Valle del Messico, Sierra Madre Orientale, Veracruz |
| Lingue hokanas Sebbene questa famiglia sia ancora discussa dai linguisti, raggruppa numerose lingue parlate nelle zone aride del Messico e degli Stati Uniti d'America.Alcuni vi includono la seri anche se recentemente questa lingua appare come isolata. La maggior parte di queste lingue sono estinte, altre sono sul punto di esserlo. | Lingue yumano-cochimíes | Yumanas | Yumanas | Paipai                                  | Bassa California                                    |
| Lingue hokanas Sebbene questa famiglia sia ancora discussa dai linguisti, raggruppa numerose lingue parlate nelle zone aride del Messico e degli Stati Uniti d'America.Alcuni vi includono la seri anche se recentemente questa lingua appare come isolata. La maggior parte di queste lingue sono estinte, altre sono sul punto di esserlo. | Lingue yumano-cochimíes | Yumanas | Yumanas | Cucapá                                  | Bassa California                                    |
| Lingue hokanas Sebbene questa famiglia sia ancora discussa dai linguisti, raggruppa numerose lingue parlate nelle zone aride del Messico e degli Stati Uniti d'America.Alcuni vi includono la seri anche se recentemente questa lingua appare come isolata. La maggior parte di queste lingue sono estinte, altre sono sul punto di esserlo. | Lingue yumano-cochimíes | Yumanas | Yumanas | Cochimí (Mti'pai)                       | Bassa California                                    |
| Lingue hokanas Sebbene questa famiglia sia ancora discussa dai linguisti, raggruppa numerose lingue parlate nelle zone aride del Messico e degli Stati Uniti d'America.Alcuni vi includono la seri anche se recentemente questa lingua appare come isolata. La maggior parte di queste lingue sono estinte, altre sono sul punto di esserlo. | Lingue yumano-cochimíes | Yumanas | Yumanas | Kumiai                                  | Bassa California                                    |
| Lingue hokanas Sebbene questa famiglia sia ancora discussa dai linguisti, raggruppa numerose lingue parlate nelle zone aride del Messico e degli Stati Uniti d'America.Alcuni vi includono la seri anche se recentemente questa lingua appare come isolata. La maggior parte di queste lingue sono estinte, altre sono sul punto di esserlo. | Lingue yumano-cochimíes | Yumanas | Yumanas | Nak'ipa (†)                             | Bassa California                                    |
| Lingue hokanas Sebbene questa famiglia sia ancora discussa dai linguisti, raggruppa numerose lingue parlate nelle zone aride del Messico e degli Stati Uniti d'America.Alcuni vi includono la seri anche se recentemente questa lingua appare come isolata. La maggior parte di queste lingue sono estinte, altre sono sul punto di esserlo. | Lingue yumano-cochimíes | Yumanas | Yumanas | 'Ipa juim (†)                           | Bassa California                                    |
| Lingue hokanas Sebbene questa famiglia sia ancora discussa dai linguisti, raggruppa numerose lingue parlate nelle zone aride del Messico e degli Stati Uniti d'America.Alcuni vi includono la seri anche se recentemente questa lingua appare come isolata. La maggior parte di queste lingue sono estinte, altre sono sul punto di esserlo. | Lingue yumano-cochimíes | Yumanas | Yumanas | Kiliwa                                  | Bassa California                                    |
| Lingue hokanas Sebbene questa famiglia sia ancora discussa dai linguisti, raggruppa numerose lingue parlate nelle zone aride del Messico e degli Stati Uniti d'America.Alcuni vi includono la seri anche se recentemente questa lingua appare come isolata. La maggior parte di queste lingue sono estinte, altre sono sul punto di esserlo. | Lingue yumano-cochimíes | Cochimíes | Cochimíes | Cochimí (†)                             | Bassa California                                    |
| Lingue hokanas Sebbene questa famiglia sia ancora discussa dai linguisti, raggruppa numerose lingue parlate nelle zone aride del Messico e degli Stati Uniti d'America.Alcuni vi includono la seri anche se recentemente questa lingua appare come isolata. La maggior parte di queste lingue sono estinte, altre sono sul punto di esserlo. | Lingue yumano-cochimíes | Cochimíes | Cochimíes | Ignacieño (†)                           | Bassa California                                    |
| Lingue hokanas Sebbene questa famiglia sia ancora discussa dai linguisti, raggruppa numerose lingue parlate nelle zone aride del Messico e degli Stati Uniti d'America.Alcuni vi includono la seri anche se recentemente questa lingua appare come isolata. La maggior parte di queste lingue sono estinte, altre sono sul punto di esserlo. | Lingue yumano-cochimíes | Cochimíes | Cochimíes | Borjeño (†)                             | Bassa California                                    |
| Lingue hokanas Sebbene questa famiglia sia ancora discussa dai linguisti, raggruppa numerose lingue parlate nelle zone aride del Messico e degli Stati Uniti d'America.Alcuni vi includono la seri anche se recentemente questa lingua appare come isolata. La maggior parte di queste lingue sono estinte, altre sono sul punto di esserlo. | Tequistlateco-chontales | Tequistlateco-chontales | Tequistlateco-chontales | Chontal de Oaxaca                       | Oaxaca                                              |
| Lingue hokanas Sebbene questa famiglia sia ancora discussa dai linguisti, raggruppa numerose lingue parlate nelle zone aride del Messico e degli Stati Uniti d'America.Alcuni vi includono la seri anche se recentemente questa lingua appare come isolata. La maggior parte di queste lingue sono estinte, altre sono sul punto di esserlo. | Tequistlateco-chontales | Tequistlateco-chontales | Tequistlateco-chontales | Tequistlateco (†)                       | Oaxaca                                              |
| Lingue del sud della Bassa California Si tratta di un'unione di lingue parlata al sud della penisola della Bassa California. Sono tutte estinte. | Lingue del sud della Bassa California Si tratta di un'unione di lingue parlata al sud della penisola della Bassa California. Sono tutte estinte. | Lingue del sud della Bassa California Si tratta di un'unione di lingue parlata al sud della penisola della Bassa California. Sono tutte estinte. | Lingue del sud della Bassa California Si tratta di un'unione di lingue parlata al sud della penisola della Bassa California. Sono tutte estinte. | Guaicura (†)                            | Bassa California del Sud                            |
| Lingue del sud della Bassa California Si tratta di un'unione di lingue parlata al sud della penisola della Bassa California. Sono tutte estinte. | Lingue del sud della Bassa California Si tratta di un'unione di lingue parlata al sud della penisola della Bassa California. Sono tutte estinte. | Lingue del sud della Bassa California Si tratta di un'unione di lingue parlata al sud della penisola della Bassa California. Sono tutte estinte. | Lingue del sud della Bassa California Si tratta di un'unione di lingue parlata al sud della penisola della Bassa California. Sono tutte estinte. | Laimón (†)                              | Bassa California del Sud                            |
| Lingue del sud della Bassa California Si tratta di un'unione di lingue parlata al sud della penisola della Bassa California. Sono tutte estinte. | Lingue del sud della Bassa California Si tratta di un'unione di lingue parlata al sud della penisola della Bassa California. Sono tutte estinte. | Lingue del sud della Bassa California Si tratta di un'unione di lingue parlata al sud della penisola della Bassa California. Sono tutte estinte. | Lingue del sud della Bassa California Si tratta di un'unione di lingue parlata al sud della penisola della Bassa California. Sono tutte estinte. | Aripe (†)                               | Bassa California del Sud                            |
| Lingue del sud della Bassa California Si tratta di un'unione di lingue parlata al sud della penisola della Bassa California. Sono tutte estinte. | Lingue del sud della Bassa California Si tratta di un'unione di lingue parlata al sud della penisola della Bassa California. Sono tutte estinte. | Lingue del sud della Bassa California Si tratta di un'unione di lingue parlata al sud della penisola della Bassa California. Sono tutte estinte. | Lingue del sud della Bassa California Si tratta di un'unione di lingue parlata al sud della penisola della Bassa California. Sono tutte estinte. | Huichití (†)                            | Bassa California del Sud                            |
| Lingue del sud della Bassa California Si tratta di un'unione di lingue parlata al sud della penisola della Bassa California. Sono tutte estinte. | Lingue del sud della Bassa California Si tratta di un'unione di lingue parlata al sud della penisola della Bassa California. Sono tutte estinte. | Lingue del sud della Bassa California Si tratta di un'unione di lingue parlata al sud della penisola della Bassa California. Sono tutte estinte. | Lingue del sud della Bassa California Si tratta di un'unione di lingue parlata al sud della penisola della Bassa California. Sono tutte estinte. | Cadégomeño (†)                          | Bassa California del Sud                            |
| Lingue del sud della Bassa California Si tratta di un'unione di lingue parlata al sud della penisola della Bassa California. Sono tutte estinte. | Lingue del sud della Bassa California Si tratta di un'unione di lingue parlata al sud della penisola della Bassa California. Sono tutte estinte. | Lingue del sud della Bassa California Si tratta di un'unione di lingue parlata al sud della penisola della Bassa California. Sono tutte estinte. | Lingue del sud della Bassa California Si tratta di un'unione di lingue parlata al sud della penisola della Bassa California. Sono tutte estinte. | Didiu (†)                               | Bassa California del Sud                            |
| Lingue del sud della Bassa California Si tratta di un'unione di lingue parlata al sud della penisola della Bassa California. Sono tutte estinte. | Lingue del sud della Bassa California Si tratta di un'unione di lingue parlata al sud della penisola della Bassa California. Sono tutte estinte. | Lingue del sud della Bassa California Si tratta di un'unione di lingue parlata al sud della penisola della Bassa California. Sono tutte estinte. | Lingue del sud della Bassa California Si tratta di un'unione di lingue parlata al sud della penisola della Bassa California. Sono tutte estinte. | Pericú (†)                              | Bassa California del Sud                            |
| Lingue del sud della Bassa California Si tratta di un'unione di lingue parlata al sud della penisola della Bassa California. Sono tutte estinte. | Lingue del sud della Bassa California Si tratta di un'unione di lingue parlata al sud della penisola della Bassa California. Sono tutte estinte. | Lingue del sud della Bassa California Si tratta di un'unione di lingue parlata al sud della penisola della Bassa California. Sono tutte estinte. | Lingue del sud della Bassa California Si tratta di un'unione di lingue parlata al sud della penisola della Bassa California. Sono tutte estinte. | Isleño (†)                              | Bassa California del Sud                            |
| Lingue del sud della Bassa California Si tratta di un'unione di lingue parlata al sud della penisola della Bassa California. Sono tutte estinte. | Lingue del sud della Bassa California Si tratta di un'unione di lingue parlata al sud della penisola della Bassa California. Sono tutte estinte. | Lingue del sud della Bassa California Si tratta di un'unione di lingue parlata al sud della penisola della Bassa California. Sono tutte estinte. | Lingue del sud della Bassa California Si tratta di un'unione di lingue parlata al sud della penisola della Bassa California. Sono tutte estinte. | Monguí (†)                              | Bassa California del Sud                            |
| Lingue algiche L'unica lingua algica parlata in Messico è il kikapú. | Lingue algonchine | Centrales | Centrales | Kikapú                                  | Coahuila                                            |
| Lingue oto-mangue | Otomangue occidentale | Oto-pame-chinantecano | Oto-pame | Otomí                                   | Messico Centrale                                    |
| Lingue oto-mangue | Otomangue occidentale | Oto-pame-chinantecano | Oto-pame | Mazahua                                 | Estado de México                                    |
| Lingue oto-mangue | Otomangue occidentale | Oto-pame-chinantecano | Oto-pame | Matlatzinca                             | Estado de México                                    |
| Lingue oto-mangue | Otomangue occidentale | Oto-pame-chinantecano | Oto-pame | Tlahuica                                | Estado de México                                    |
| Lingue oto-mangue | Otomangue occidentale | Oto-pame-chinantecano | Oto-pame | Pame                                    | Estado de México                                    |
| Lingue oto-mangue | Otomangue occidentale | Oto-pame-chinantecano | Oto-pame | Jonaz                                   | Guanajuato, San Luis Potosí, Querétaro              |
| Lingue oto-mangue | Otomangue occidentale | Oto-pame-chinantecano | Chinantecano | Chinanteco                              | Oaxaca e Veracruz                                   |
| Lingue oto-mangue | Otomangue occidentale | Tlapaneco - mangueano | Tlapaneco | Tlapaneco                               | Guerrero                                            |
| Lingue oto-mangue | Otomangue occidentale | Tlapaneco - mangueano | Mangueano | Chiapaneco (†)                          | Chiapas                                             |
| Lingue oto-mangue | Otomangue oriental | Popoloca-Zapotecano | Popolocano | Mazateco                                | Oaxaca y Veracruz                                   |
| Lingue oto-mangue | Otomangue oriental | Popoloca-Zapotecano | Popolocano | Ixcateco                                | Oaxaca                                              |
| Lingue oto-mangue | Otomangue oriental | Popoloca-Zapotecano | Popolocano | Chocho                                  | Oaxaca                                              |
| Lingue oto-mangue | Otomangue oriental | Popoloca-Zapotecano | Popolocano | Popoloca                                | Puebla                                              |
| Lingue oto-mangue | Otomangue oriental | Popoloca-Zapotecano | Zapotecano | Zapoteco                                | Oaxaca                                              |
| Lingue oto-mangue | Otomangue oriental | Popoloca-Zapotecano | Zapotecano | Chatino                                 | Oaxaca                                              |
| Lingue oto-mangue | Otomangue oriental | Popoloca-Zapotecano | Zapotecano | Papabuco                                | Oaxaca                                              |
| Lingue oto-mangue | Otomangue oriental | Popoloca-Zapotecano | Zapotecano | Solteco                                 | Oaxaca                                              |
| Lingue oto-mangue | Otomangue oriental | Amuzgo - mixtecano | Amuzgo | Amuzgo                                  | Oaxaca e Guerrero                                   |
| Lingue oto-mangue | Otomangue oriental | Amuzgo - mixtecano | Mixtecano | Mixteco                                 | Oaxaca, Puebla e Guerrero                           |
| Lingue oto-mangue | Otomangue oriental | Amuzgo - mixtecano | Mixtecano | Cuicateco                               | Oaxaca                                              |
| Lingue oto-mangue | Otomangue oriental | Amuzgo - mixtecano | Mixtecano | Triqui                                  | Oaxaca                                              |
| Lingue toto-zoquenas | Mixe-zoqueano | Mixeano | Mixe de Oaxaca | Variedades mixes de la sierra de Juárez | Sierra de Juárez (Oaxaca)                           |
| Lingue toto-zoquenas | Mixe-zoqueano | Mixeano | Mixe del Golfo | Popoluca de Sayula                      | Veracruz                                            |
| Lingue toto-zoquenas | Mixe-zoqueano | Mixeano | Mixe del Golfo | Popoluca de Oluta                       | Veracruz                                            |
| Lingue toto-zoquenas | Mixe-zoqueano | Zoqueano | Zoque del Golfo | Popoluca de Texistepec                  | Veracruz                                            |
| Lingue toto-zoquenas | Mixe-zoqueano | Zoqueano | Zoque del Golfo | Popoluca de Soteapan                    | Veracruz                                            |
| Lingue toto-zoquenas | Mixe-zoqueano | Zoqueano | Zoque de los Chimalapas | Zoque di San Miguel Chimalapa           | Los Chimalapas (Oaxaca)                             |
| Lingue toto-zoquenas | Mixe-zoqueano | Zoqueano | Zoque de los Chimalapas | Zoque di Sta. María Chimalapa           | Los Chimalapas (Oaxaca)                             |
| Lingue toto-zoquenas | Mixe-zoqueano | Zoqueano | Zoque de Chiapas | Varietà zoque del Chiapas               | Ponente del Chiapas                                 |
| Lingue toto-zoquenas | Totonaco-tepehua | Totonacano | Totonacano | Totonaco                                | Sierra Madre Oriental (Veracruz e Puebla)           |
| Lingue toto-zoquenas | Totonaco-tepehua | Totonacano | Totonacano | Tepehua                                 | Sierra Madre Oriental (Veracruz e Puebla)           |
| Lingue maya Sono distribuite nel sudest del Messico e nel nord del Centroamerica. Isolata da questa nucleo si trova la lingua huasteca, parlata nel nord di Veracruz e nell'oriente di San Luis Potosí. | Huasteco | Huasteco | Huasteco | Huasteco                                | Regione Huasteca                                    |
| Lingue maya Sono distribuite nel sudest del Messico e nel nord del Centroamerica. Isolata da questa nucleo si trova la lingua huasteca, parlata nel nord di Veracruz e nell'oriente di San Luis Potosí. | Huasteco | Huasteco | Huasteco | Chicomulteco (†)                        |                                                     |
| Lingue maya Sono distribuite nel sudest del Messico e nel nord del Centroamerica. Isolata da questa nucleo si trova la lingua huasteca, parlata nel nord di Veracruz e nell'oriente di San Luis Potosí. | Yucatecano | Yucateco - lacandón | Yucateco - lacandón | Maya yucateco                           | Penisola dello Yucatán                              |
| Lingue maya Sono distribuite nel sudest del Messico e nel nord del Centroamerica. Isolata da questa nucleo si trova la lingua huasteca, parlata nel nord di Veracruz e nell'oriente di San Luis Potosí. | Yucatecano | Yucateco - lacandón | Yucateco - lacandón | Lacandón                                | Chiapas                                             |
| Lingue maya Sono distribuite nel sudest del Messico e nel nord del Centroamerica. Isolata da questa nucleo si trova la lingua huasteca, parlata nel nord di Veracruz e nell'oriente di San Luis Potosí. | Mayense occidental | Cholano - tzeltalano | Cholano | Chol                                    | Chiapas                                             |
| Lingue maya Sono distribuite nel sudest del Messico e nel nord del Centroamerica. Isolata da questa nucleo si trova la lingua huasteca, parlata nel nord di Veracruz e nell'oriente di San Luis Potosí. | Mayense occidental | Cholano - tzeltalano | Cholano | Chontal de Tabasco                      | Tabasco                                             |
| Lingue maya Sono distribuite nel sudest del Messico e nel nord del Centroamerica. Isolata da questa nucleo si trova la lingua huasteca, parlata nel nord di Veracruz e nell'oriente di San Luis Potosí. | Mayense occidental | Cholano - tzeltalano | Tzeltalano | Tzeltal                                 | Chiapas                                             |
| Lingue maya Sono distribuite nel sudest del Messico e nel nord del Centroamerica. Isolata da questa nucleo si trova la lingua huasteca, parlata nel nord di Veracruz e nell'oriente di San Luis Potosí. | Mayense occidental | Cholano - tzeltalano | Tzeltalano | Tzotzil                                 | Chiapas                                             |
| Lingue maya Sono distribuite nel sudest del Messico e nel nord del Centroamerica. Isolata da questa nucleo si trova la lingua huasteca, parlata nel nord di Veracruz e nell'oriente di San Luis Potosí. | Mayense occidental | Kanjobalano - Chuj | Kanjobalano | Kanjobal                                | Chiapas                                             |
| Lingue maya Sono distribuite nel sudest del Messico e nel nord del Centroamerica. Isolata da questa nucleo si trova la lingua huasteca, parlata nel nord di Veracruz e nell'oriente di San Luis Potosí. | Mayense occidental | Kanjobalano - Chuj | Kanjobalano | Jacalteco                               | Chiapas                                             |
| Lingue maya Sono distribuite nel sudest del Messico e nel nord del Centroamerica. Isolata da questa nucleo si trova la lingua huasteca, parlata nel nord di Veracruz e nell'oriente di San Luis Potosí. | Mayense occidental | Kanjobalano - Chuj | Kanjobalano | Motozintleco o mochó                    | Chiapas                                             |
| Lingue maya Sono distribuite nel sudest del Messico e nel nord del Centroamerica. Isolata da questa nucleo si trova la lingua huasteca, parlata nel nord di Veracruz e nell'oriente di San Luis Potosí. | Mayense occidental | Kanjobalano - Chuj | Chujano | Chuj                                    | Chiapas                                             |
| Lingue maya Sono distribuite nel sudest del Messico e nel nord del Centroamerica. Isolata da questa nucleo si trova la lingua huasteca, parlata nel nord di Veracruz e nell'oriente di San Luis Potosí. | Mayense occidental | Kanjobalano - Chuj | Chujano | Tojolabal                               | Chiapas                                             |
| Lingue maya Sono distribuite nel sudest del Messico e nel nord del Centroamerica. Isolata da questa nucleo si trova la lingua huasteca, parlata nel nord di Veracruz e nell'oriente di San Luis Potosí. | Mayense oriental | Quicheano | Kekchí | Kekchí                                  | Chiapas                                             |
| Lingue maya Sono distribuite nel sudest del Messico e nel nord del Centroamerica. Isolata da questa nucleo si trova la lingua huasteca, parlata nel nord di Veracruz e nell'oriente di San Luis Potosí. | Mayense oriental | Quicheano | Pokom - quicheano | Quiché                                  | Chiapas y Guatemala                                 |
| Lingue maya Sono distribuite nel sudest del Messico e nel nord del Centroamerica. Isolata da questa nucleo si trova la lingua huasteca, parlata nel nord di Veracruz e nell'oriente di San Luis Potosí. | Mayense oriental | Quicheano | Pokom - quicheano | Cakchiquel                              | Chiapas y Guatemala                                 |
| Lingue maya Sono distribuite nel sudest del Messico e nel nord del Centroamerica. Isolata da questa nucleo si trova la lingua huasteca, parlata nel nord di Veracruz e nell'oriente di San Luis Potosí. | Mayense oriental | Mame | Teco-Mame | Mam                                     | Chiapas                                             |
| Lingue maya Sono distribuite nel sudest del Messico e nel nord del Centroamerica. Isolata da questa nucleo si trova la lingua huasteca, parlata nel nord di Veracruz e nell'oriente di San Luis Potosí. | Mayense oriental | Mame | Aguacateco-Ixil | Aguacateco                              | Chiapas e Veracruz                                  |
| Lingue maya Sono distribuite nel sudest del Messico e nel nord del Centroamerica. Isolata da questa nucleo si trova la lingua huasteca, parlata nel nord di Veracruz e nell'oriente di San Luis Potosí. | Mayense oriental | Mame | Aguacateco-Ixil | Ixil                                    | Chiapas, Quintana Roo e Campeche                    |
| Lingue isolate | | | |                                         |                                                     |
| Purépecha | Michoacán | | |                                         |                                                     |
| Huave | Oaxaca | | |                                         |                                                     |
| Cuitlateco (†) | Guerrero | | |                                         |                                                     |
| Coahuilteco (†) | Coahuila | | |                                         |                                                     |
| seri | Sonora | | |                                         |                                                     |
| Lingue non classificate | | | |                                         |                                                     |
| Cotoname (†) | Tamaulipas | | |                                         |                                                     |
| Quinigua (†) | Nuevo León | | |                                         |                                                     |
| Solano (†) | Coahuila de Zaragoza | | |                                         |                                                     |
| Naolano (†) | Tamaulipas | | |                                         |                                                     |
| Maratino (†) | Tamaulipas | | |                                         |                                                     |
| Chumbia (†) | Guerrero | | |                                         |                                                     |